# 영안 (동오)
영안(永安)은 중국 손오(孫吳) 경제(景帝)의 연호이다. 258년 10월에서 264년 6월까지 6년 9개월 동안 사용하였다.
같은 시기에 사용된 다른 연호로는 조위(曹魏)에서 사용한 감로(甘露 : 256년 ~ 260년), 경원(景元 : 260년 ~ 264년), 함희(咸熙 : 264년 ~ 265년), 촉한(蜀漢)에서 사용한 경요(景耀 : 258년 ~ 263년), 염흥(炎興 : 263년)이 있다.

## 연대대조표
| 영안                | 원년            | 2년        | 3년                 | 4년        | 5년        | 6년                 | 7년                 |
| 서력                | 258년           | 259년      | 260년               | 261년      | 262년      | 263년               | 264년               |
| 육십간지 (六十干支) | 무인(戊寅)      | 기묘(己卯) | 경진(庚辰)          | 신사(辛巳) | 임오(壬午) | 계미(癸未)          | 갑신(甲申)          |
| 조위 (曹魏)         | 감로(甘露) 3년  | 4년        | 5년 경원(景元) 원년 | 2년        | 3년        | 4년                 | 5년 함희(咸熙) 원년 |
| 촉한 (蜀漢)         | 경요(景耀) 원년 | 2년        | 3년                 | 4년        | 5년        | 6년 염흥(炎興) 원년 | -                   |

## 같이 보기
- 다른 왕조의 같은 연호
  - 서진(西秦) 영안(304년)
  - 전량(前凉) 영안(314년 ~ 320년)
  - 북량(北凉) 영안(401년 ~ 412년)
  - 북위(北魏) 영안(528년 ~ 530년)
  - 서하(西夏) 영안(1098년 ~ 1100년)

- 중국의 연호

| 이전 연호 태평(太平) | 중국의 연호 손오(孫吳) | 다음 연호 원흥(元興) |